# Scammonden
Scammonden var en civil parish från 1866 till 1937 då den blev en del av Colne Valley, i grevskapet West Riding of Yorkshire (nu West Yorkshire), i England. Denna civil parish var belägen 10 km från Huddersfield och hade 394 invånare år 1931. Scammonden var ett distrikt från 1894 till 1937 då den blev en del av Colne Valley.